# Vassos Lyssarides
Vassos Lyssarides (Pano Lefkara (Larnaca), 13 mei 1920 – Nicosia, 26 april 2021) was een Cypriotisch politicus en arts. Lyssarides was sinds de onafhankelijkheid van het eiland een centrale figuur in de politiek van Cyprus.

## Biografie
Hij werd geboren in 1920 in het dorp Pano Lefkara. Hij volgde zijn opleiding aan het Pancyprian Gymnasium en studeerde daarna geneeskunde aan de Universiteit van Athene.

## Carrière
Hij raakte al vroeg in zijn leven betrokken bij de politiek. Als geneeskundestudent in Athene voerde hij campagne voor Enosis (‘aansluiting’ van Cyprus bij Griekenland), en als arts nam hij in 1955 tot 1959 actief deel aan de gewapende antikoloniale strijd van EOKA en Enosis tegen de Britten. Hij nam in 1959 deel aan de conferentie van Londen voor de vestiging van de onafhankelijkheid van Cyprus en was, samen met Tassos Papadopoulos, de enigen die het niet eens waren met de “Zürich-Londen overeenkomsten”. In 1960 werd hij verkozen tot lid van het eerste parlement van de Republiek Cyprus als kandidaat voor het “Patriottisch Front” en sindsdien is hij herkozen in alle opeenvolgende parlementen.
In november 1964 organiseerden Lyssarides en Tassos Papadopoulos het bezoek van Andreas Papandreou (zoon van de toenmalige Griekse premier Georgios Papandreou) aan Cyprus; tijdens dit bezoek ontwikkelde zich een zeer hechte vriendschap tussen Papandreou en aartsbisschop Makarios.
In 1969 richtte hij EDEK op, de eerste socialistische politieke partij van Cyprus. Hij werd tot het jaar 2002 herhaaldelijk tot president van zijn partij gekozen. De aantrekkingskracht van EDEK was "het sterkst onder niet-communistische linksen, intellectuelen en bedienden". In 2002 nam hij de titel van erevoorzitter aan.
Op 30 augustus 1974 werd een aanslag gepleegd op Lyssarides; tijdens de aanval kwam EDEK-jeugdleider Doros Loizou om het leven. Lyssarides werd gekozen en diende als voorzitter van het Huis van Afgevaardigden van 1985 tot 1991.